# ライナー・ガンマ
ライナー・ガンマ (Reiner Gamma) は、月の嵐の大洋内で、クレーターライナーの西にある高アルベド区域である。中心は、北緯7.5°、西経59.0°に位置する。全体の大きさは約70kmである。比較的暗い周囲の海の表面と比べて高いアルベドが特徴で、楕円形を中心に渦巻いたような形をしている。高アルベド区域は東及び南西に続いており、輪のように見える。
ライナー・ガンマは、表面の特定の構造物と関係があるものではなく、軌道上で撮影された写真から、同じような特徴を持つ区域が賢者の海と縁の海で発見されるまでは、その原因は謎であった。賢者の海の高アルベド区域は、雨の海の中心の真裏にあり、同様に緑の海の高アルベド区域は、東の海の中心の真裏にあった。そのため、このような特徴は、これらの海を作った衝突により集められた地震エネルギーに由来すると信じられるようになった。
ライナー・ガンマの特徴は、底に棒磁石が埋まった表面に鉄を敷き詰めて形成された双極子に似ている。低軌道の宇宙船は、それぞれのアルベドの模様に関連する比較的強い磁場を観測した。そのうちのいくつかの磁場と模様は、彗星の衝突によってできたと考えられているが、本当の原因はまだ分かっていない。
ライナー・ガンマの磁場の強さは、28kmの高度から計って、約15nTである。これは、月面で最も強い磁場である。表面でのこの磁場の強さは、360kmかなたまで届く小さな磁気圏を作るほど強く、300kmの厚さの強いプラズマの領域を作り、そこでは太陽風が地上まで吹いている。太陽風の粒子は、月の表面を暗くすることで知られるため、この場所の磁場は、アルベドを高く保つ主要因となっていると考えられる。フランチェスコ・マリア・グリマルディの初期の月面図では、この場所は誤ってクレーターとして記載されており、彼の同僚のジョヴァンニ・バッティスタ・リッチョーリは、これをガリレオ・ガリレイにちなんで「ガリラエウス」と名付けた。この名前は、後に北西にあるクレーターガリレイとなった。

### その他の出典
- Ewen A. Whitaker, Mapping and Naming the Moon: A History of Lunar Cartography and Nomenclature, Cambridge University Press, 1999, ISBN 0-521-62248-4.